# Xenocephalus elongatus
Xenocephalus elongatus is een straalvinnige vissensoort uit de familie van sterrenkijkers (Uranoscopidae). De wetenschappelijke naam is voor het eerst gepubliceerd in 1843 door Temminck & Schlegel.